# 帕爾默·拉奇
帕爾默·費里曼·拉奇（英語：Palmer Freeman Luckey，1992年9月19日—）是歐酷拉的原始創辦人，以及消費者虛擬實境頭戴式顯示器Oculus Rift的發明者。

## 早年生活
拉奇生長於加利福尼亞州長灘，家中成員有三個妹妹、母親和曾是汽車銷售員的父親。他幼年時在母親的教養下在家自學，曾上過帆船課程，且對電子有興趣。他在14、15歲左右時至金西學院和長灘城市學院上社區大學課程。他在2009年成立了討論修正遊戲機和個人電腦等老舊硬體的網頁ModRetro論壇（ModRetro Forums）。之後於2010年開始在加州州立大學長灘分校就讀，主修的是新聞。在校期間，曾擔任該校其中一份學生經營報紙《Daily 49er》的在線編輯。
拉奇在11至16歲間便已經嘗試了各種的高電壓研究，其中包括線圈砲、特斯拉線圈和雷射。更花費數萬美金，以一個複雜的六顯示器的設置組成一部電腦。拉奇靠著維修及轉售損壞的iPhone手機，也曾擔任帆船教練及維修船隻，賺取至少36,000美金來支撐他的研究。他對虛擬實境有著高度的興趣，並有著超過50款的頭戴式顯示器的龐大私人收藏，其中有一些是利用他所賺的錢，在拍賣會中以原始價格的一小部分購得。
他在就讀加州州大期間，曾至南加州大學創造性技術研究院的混合實境研究室（MxR）擔任工程師，作為找出使虛擬實境具有成本效益的設計團隊。

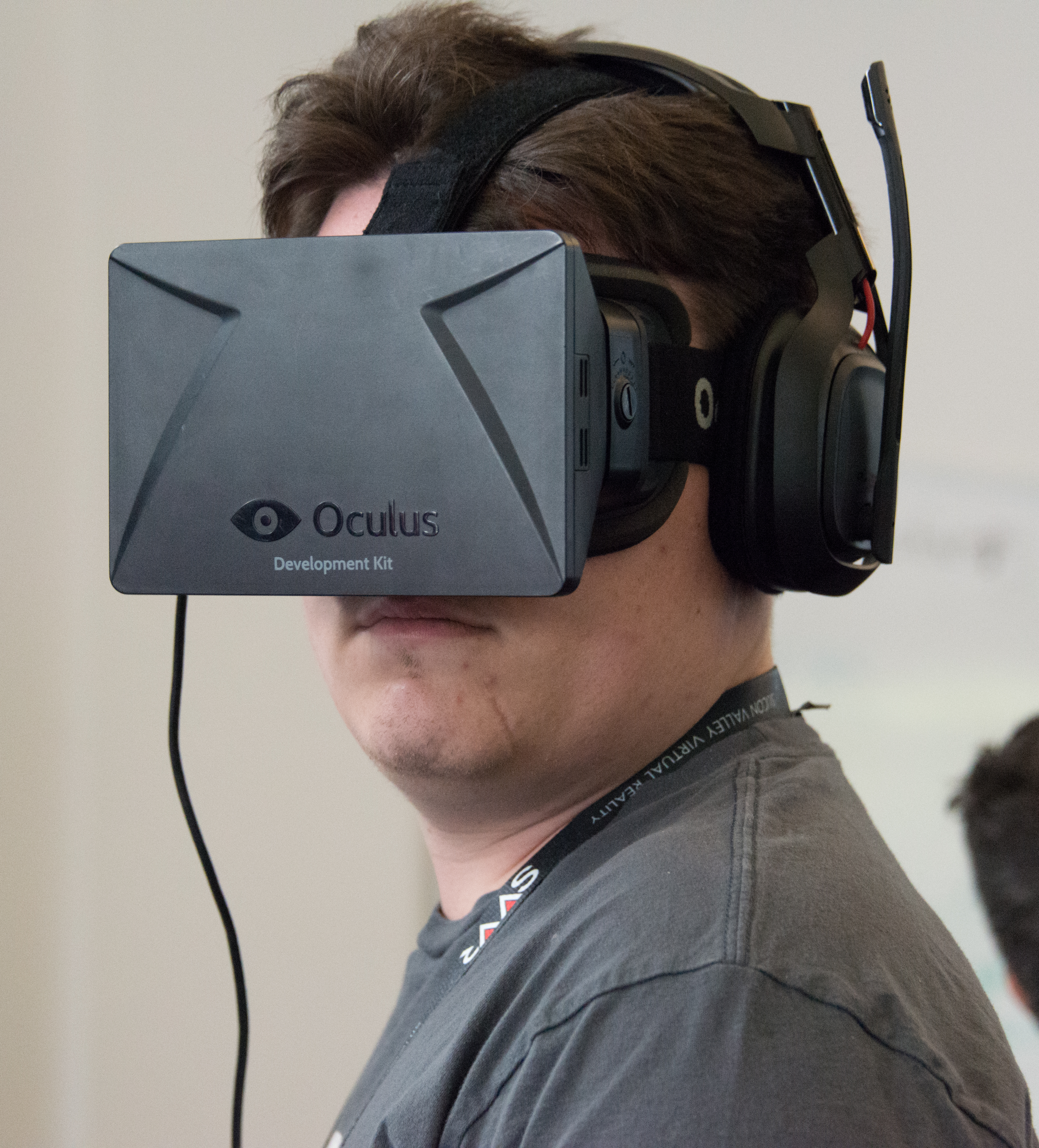
帕爾默·拉奇於2014年SVVR的一次模擬期間配戴著歐酷拉Rift DK1（開發套件1）。

## 歐酷拉Rift的發展
拉奇對於他現有的遊戲用頭戴式顯示器收藏的低對比度、高延遲和低視野感到灰心。對此，他在2011年18歲時，在他父母的車庫創造了他的第一台原型CR1，並配備有90度的視野。他在接下來的十個月研發了一系列的原型，探究在配備3D立體、無線和最大270度視角的情況下，盡可能的縮小尺寸及重量。他在一個虛擬實境愛好者經常瀏覽的論壇網頁MTBS3D上發布他的定期更新信息。他將他的第六代裝置命名為「Rift」，打算以自己動手做包的形式，而不是以一個預先組裝的消費者裝置，在Kickstarter公眾集資網站上銷售給同好，將目標客戶訂在100位左右。而他首次創立歐酷拉是為了促成一項Kickstarter計畫。
id Software的約翰·卡馬克，是知名遊戲開發商且是MTBS3D的常客，要求給予一台原型並對它進行改進，之後更在2012年的E3展上於這台裝置上運行id Software的遊戲《毀滅戰士3：BFG版》。隨著Rift突然受到數千人的關注，拉奇便選擇輟學以專營這項事業。
他曾將早期的原型展示給前Gaikai及Scaleform高層布倫丹·艾瑞比，艾瑞比形容這是個「充滿了釣魚線及電路板及膠帶及熱膠」的東西，並投資數十萬美金在Rift的Kickstarter的計畫。之後，艾瑞比加入並擔任歐酷拉的執行長，而麥可·安東諾夫（前Scaleform技術長）也成為軟體設計長。拉奇也曾將裝置展示給維爾福，獲得了來自維爾福常務董事加布·紐維爾和著名設計師麥可·亞伯拉什（現任歐酷拉科學長）在Kickstarter上的支持。在Kickstarter計畫期間，拉奇曾在QuakeCon 2012上展示Rift。
這項Kickstarter計畫很成功，共籌得了240萬美元，達到原先目標的974%。正因為如此，歐酷拉把更大規模的產品，以及擴張更多員工與辦公空間做為目標，但拉奇表示為了不要大幅影響他日復一日的過程，他將在剩餘的時間內緩慢的埋頭苦幹，使這件事情成真。歐酷拉在2014年3月被Facebook以20億美元收購，儘管他的股份沒有上市，但身為創辦人，他的股份預估價值數百萬美元。之後也留在歐酷拉工作，專職核心虛擬實境技術。
然而在2017年的時候，拉奇離開了臉書，停止參與相關的研發工作。2020年，拉奇经营一家监控设备初创公司Anduril。

## 公眾形象

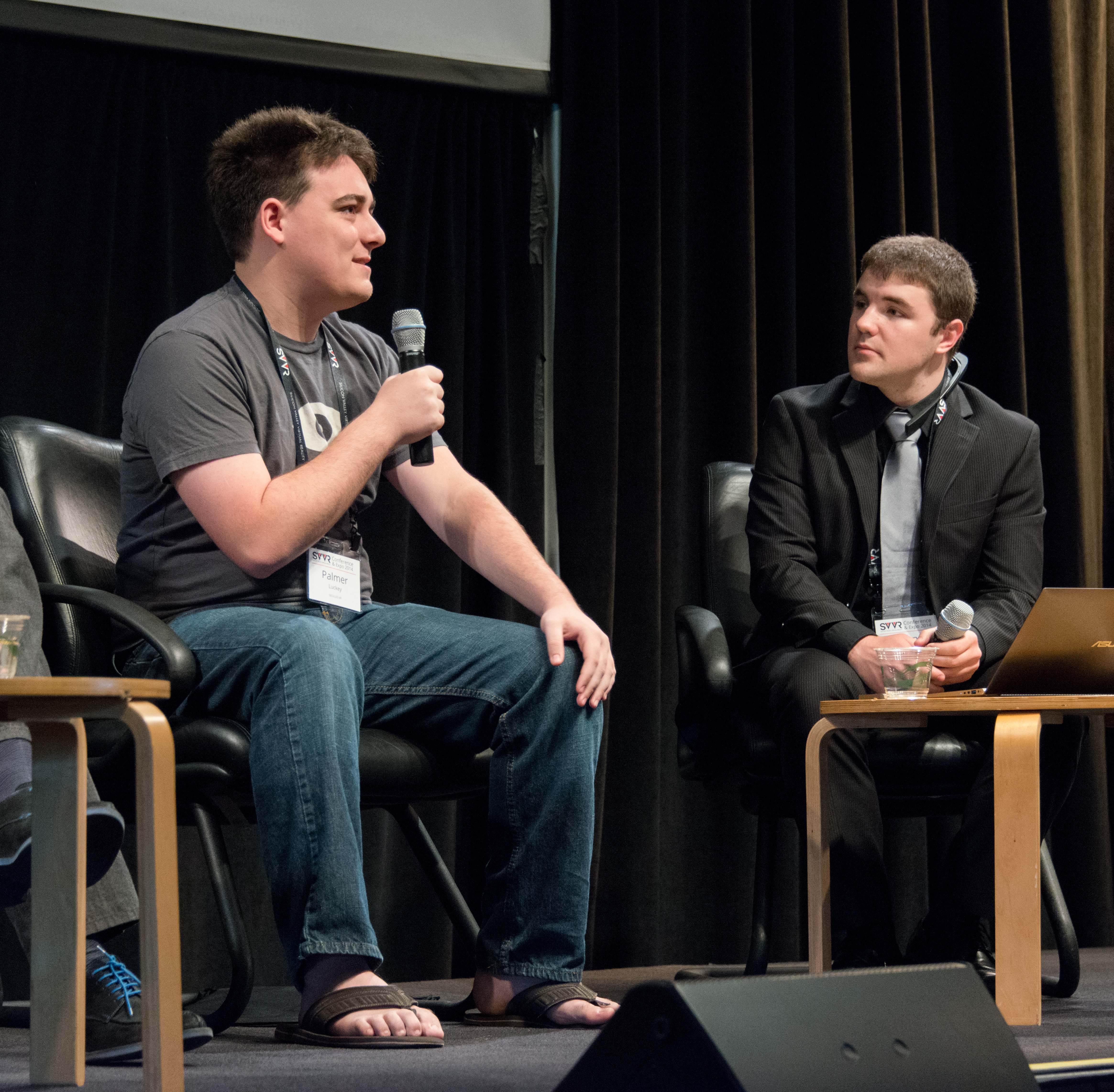
帕爾默·拉奇於2014年SVVR的一次小組討論時穿著人字拖。

拉奇已經是遊戲虛擬實境的代表，以及虛擬實境愛好者間的名人；然而，他並不認為他自己是位名人。他有著一個不拘禮節的形象：即使是在貿易展覽會或活動中，他也經常打著赤腳，且喜歡拖鞋勝過鞋子。他被形容是一位有禮貌、樂觀，且對任何事物皆有著好奇心的人。

## 外部連結
- ModRetro Forums （页面存档备份，存于）
- News articles written by Palmer Luckey for journalism program （页面存档备份，存于）
- Palmer Luckey 的推特 （页面存档备份，存于）